# Törvényhatósági jogú város
A törvényhatósági jogú város (rövidítve th.j. város, t.j. város, tjv. stb.) a városok és a törvényhatóságok egyik jogi kategóriája volt Magyarországon 1870 és 1950 között. A furcsa elnevezés abból adódott, hogy e városok egyenrangúak voltak az 1870-től egységes szervezetű területi törvényhatóságokkal és azoktól különálló közigazgatási területi egységeket alkottak. A törvény eredetileg a törvényhatósági joggal felruházott város formulát használta, ezt azonban bonyolultsága miatt csak a szigorúan formális fogalmazást igénylő helyzetekben használták.
Városoknak törvényhatósági joggal való felruházása vagy attól való megfosztása törvényhozási hatáskör volt. Ez alól kivételt csak az 1938. évi XXXIV. törvénycikk engedett, mely az ún. visszatért területeknek az ország fennálló jogrendjébe való beillesztése végett szükséges intézkedések megtételére teljes körű felhatalmazást adott a kormánynak.
A törvényhatósági jogú városokhoz hasonló, a megyéktől különálló helyzetben 1870 előtt – és részben utána is 1876-ig – a szabad királyi városok voltak, 1950 után Budapest, 1954 és 1971 között pedig a négy megyei jogú város is.

## A törvényhatósági jogú városok szervezete
A törvényhatósági jogú városok szervezete lényegében megegyezett a többi törvényhatóságéval, vagyis a vármegyékével és a fővároséval, de mindkettőtől kisebb mértékben el is tért.
A városi törvényhatóság élén a vármegyékhez hasonlóan főispán állt, akit a belügyminiszter előterjesztésére az államfő (a király, majd a kormányzó) nevezett ki, a kormány képviselője volt a városban, és számos jogosítvánnyal rendelkezett az önkormányzat vezetésére és ellenőrzésére.
A legfőbb testületi szerv a törvényhatósági bizottság volt, melynek összetétele ugyanolyan volt 1929 előtt és után is, mint a vármegyék hasonló testületéé, eltérés csak 1929 után volt a bizottság virilista tagjainak választási módjában. A törvényhatósági bizottság képviselte a város önkormányzatát, és tőle származott valamennyi további önkormányzati szerv és tisztviselő megbízatása.
A városi törvényhatóság első tisztviselője a polgármester volt, ellentétben a vármegyében működő alispánnal. A két tisztségnek nem csak az elnevezése, de feladataik és hatáskörük is különböző volt.
A törvényhatósági jogú városok sajátos testületi szerve volt 1929-ig a városi tanács, melyet tisztviselőtanácsnak is neveztek, mivel kizárólag tisztviselőkből állt, és kettős szerepet töltött be. Egyrészt ellátta a vármegyék állandó választmányának feladatait, vagyis előkészítette a törvényhatósági bizottság üléseit és döntéseit. Másik feladata a törvényhatósági bizottság döntéseinek végrehajtásában való közreműködés volt, ami azt is jelentette, hogy a polgármester hatásköre szűkebb volt a vármegyei alispánénál, mivel az utóbbi egy személyben irányította a döntések végrehajtását. A tanácsban való elnöklés attól függően alakult, hogy az ülésen éppen mely hatáskörében járt el a testület: az előkészítő hatáskör gyakorlása esetén a főispán, a végrehajtó hatáskör gyakorlásakor viszont a polgármester volt az elnök. A tanács tagjai a polgármesteren kívül a tanácsnokok, a főjegyző, a tiszti főügyész és a rendőrkapitány voltak. A közigazgatás 1929-es átszervezésekor a városi tanács megszűnt, feladatainak egy részét az ekkor létrehozott törvényhatósági kisgyűlés vette át.
1876-tól működött valamennyi törvényhatóságban, így a t.j. városokban is a közigazgatási bizottság, melynek fő feladata az önkormányzati és az állami közigazgatás összehangolása volt. A város területére illetékes állami szervek vezetőiből, a városi önkormányzat vezető tisztviselőiből, továbbá a törvényhatósági bizottság által saját tagjai sorából választott tagokból állt.

### A törvényhatósági bizottság
A törvényhatósági bizottság a törvényhatóság egészét képviselő testület volt, a város közönsége nevében gyakorolta az önkormányzat hatáskörét, és az összes többi önkormányzati szerv tőle nyerte a megbízatását.

#### Összetétele 1929-ig
A törvényhatósági bizottságnak 1929-ig 250 lakosonként egy-egy tagja volt, de a tagok száma 48-nál kevesebb és 400-nál több nem lehetett. Rajtuk kívül a törvényhatósági bizottság közgyűlésén szólási és szavazati joga volt a törvényben felsorolt városi tisztviselőknek (polgármester, fő- és aljegyzők, rendőrkapitány, tanácsnokok, tiszti fő- és alügyészek, árvaszéki elnök és ülnökök, főorvos, főmérnök, pénztárnokok, számvevők, közgyám és levéltárnokok), továbbá a város területén működő államépítészeti hivatal főnöke.
A tisztviselőkön kívüli bizottsági tagok felerészben a nyers virilizmus alapján, felerészben pedig választás útján kerültek a bizottságba. A virilista tagok névsorát a legtöbb adót fizetők évenként összeállított illetve kiigazított jegyzéke tartalmazta, vagyis a bizottság e részének összetétele évenként változhatott. A választott tagokat három évenként hat évre választották úgy, hogy minden harmadik évben fele részük esett választás alá.

## A törvényhatósági jogú városok története

### A jogállás létrejötte
A törvényhatósági jogú városi jogállást a köztörvényhatóságok rendezéséről szóló 1870. évi XLII. törvénycikk hozta létre. E törvény a vármegyék, a székely székek, a szabad kerületek, az erdélyi és partiumi vidékek mellett nem csak a legtöbb szabad királyi várost, szám szerint 46-ot, hanem további húsz várost is az új egységes szabályok alapján szervezett törvényhatósággá nyilvánított (Abrudbánya, Bereck, Csíkszereda, Fogaras, Gölnicbánya, Hátszeg, Illyefalva, Kecskemét, Kézdivásárhely, Kolozs, Nagyvárad, Sepsiszentgyörgy, Szászrégen, Szék, Székelyudvarhely, Oláhfalva, Vajdahunyad, Versec, Vízakna és Zilah).
A törvény hatálya nem terjedt ki Buda és Pest szabad királyi városokra, hanem a rájuk vonatkozó szabályokról külön törvény megalkotását írta elő. Ennek megfelelően született meg a Buda-Pest fővárosi törvényhatóság alakitásáról és rendezéséről szóló 1872. évi XXXVI. törvénycikk, mely egyesítette (Óbudával és a Margit-szigettel együtt), és belőlük létrehozta Budapestet, és jogállását külön szabályozta, több lényeges kérdésben a törvényhatósági jogú városokra vonatkozó általános szabályoktól eltérően. A közjogi szakirodalom ettől kezdve Budapest önkormányzatát a törvényhatóságok külön speciális típusaként írta le.
Az 1873. évi XI. törvénycikk két újabb alföldi mezővárost (Baja és Hódmezővásárhely) ruházott fel törvényhatósági joggal, az 1873. évi XXVII. törvénycikk pedig három várost a katonai határőrvidéken (Pancsova, Fehértemplom és Karánsebes). A törvényhatósági jogú városok száma ezzel 25-re nőtt.

### A szabad királyi városi rang megszűnése
Az 1876. évi XX. törvénycikk első és egyben utolsó alkalommal városok egész sorát fosztotta meg törvényhatósági jogától, szám szerint 47-et. Közülük 28 szabad királyi város volt, az 1870-ben és 1873-ban törvényhatósági jogú várossá nyilvánított 25 városból pedig 19 vesztette el rangját.
Ettől kezdve a szabad királyi városi cím és a törvényhatósági jogú városi rang elvált egymástól. A szabad királyi városok közül azok, amelyek rendezett tanácsú várossá alakultak, történelmi címüket tovább viselhették, és néhány sajátos közjogi szabály megkülönböztette őket a többi rendezett tanácsú várostól, például polgáraik választójoga és a városi vagyon kezelése tekintetében. E városokat köztes jogállásuk alapján a közjogi szakirodalom mediatizált városoknak nevezte.
A törvényhatóságok rendezéséről szóló 1870. évi törvény hatálya nem terjedt ki a Királyföld területére, ahol hét szabad királyi város volt található. A Királyföldről a Magyarország és Erdély egyesítésének részletes szabályozásáról szóló 1868. évi XLIII. törvénycikk szerint szintén külön törvényt kellett alkotni, amire az 1876. évi XII. törvénycikkben került sor. E törvény kiterjesztette a Királyföldre is a törvényhatóságokra vonatkozó általános szabályokat, de az ugyanezen évben elfogadott némely törvényhatóság területének szabályozásáról és az ezzel kapcsolatos intézkedésekről szóló 1876. évi XXXIII. törvénycikk alapján az itt fekvő hét szabad királyi város az újonnan létrehozott vármegyékbe olvadt mediatizált rendezett tanácsú városként.

### Változások 1876 és 1920 között
A törvényhatóságokról szóló 1886. évi XXI. törvénycikk 1. §-ában teljes körű áttekintését adja az 1870-es törvényt követő másfél évtized módosításai során kialakult területi beosztásnak, így felsorolja a Magyarországon ekkor létezett 24 törvényhatósági jogú várost is, külön megjelölve közülük a szabad királyi címet is viselőket.
Ezt követően a trianoni békeszerződésig csupán Miskolc szerzett törvényhatósági jogot az 1907. évi LI. törvénycikk alapján.

### A trianoni békeszerződés után
A trianoni békeszerződés következtében Magyarország új határain belül csupán tíz törvényhatósági jogú város maradt (Baja, Debrecen, Győr, Hódmezővásárhely, Kecskemét, Miskolc, Pécs, Sopron, Szeged és Székesfehérvár), további kettőnek pedig egyes részei maradtak az országban (Komárom és Szabadka), bár ezek központja a határokon kívül került.
Az 1923. évi XXXV. tc. rendezte a megváltozott területű ország közigazgatási beosztását, ennek során Komárom Magyarországon maradt része rendezett tanácsú várossá alakult, a Szabadka határából megmaradt pusztákból pedig három új község jött létre. Előbbi Komárom és Esztergom k.e.e. vármegye, utóbbiak Bács-Bodrog vármegye részévé váltak.
Az 1938-41 között Magyarországhoz visszacsatolt területeken a kilenc korábbi törvényhatósági jogú város visszanyerte e rangját (Kassa és Komárom 1938-ban, Kolozsvár, Marosvásárhely, Nagyvárad és Szatmárnémeti 1940-ben, Szabadka, Újvidék és Zombor pedig 1941-ben). A visszatért területeken Ungvár csatlakozott újként 1938-ban, a két Komárom pedig újraegyesült 1939-ben.
Ezen kívül a háború éveiben sor került két másik törvényhatósági jogú város, Kaposvár és Szombathely törvénybe iktatására is az 1942. évi XXIII. törvénycikkben, de ezt csak a háború után, 1945-ben hajtották végre.
A háború utáni fegyverszüneti megállapodás alapján helyreálltak az 1938 előtti országhatárok, és ez az ország közigazgatási beosztásának módosítását is maga után vonta. A törvényhatósági jogú városok listája az 1923. évivel egyezett meg, kiegészülve a háborús időkben végre nem hajtott 1942-es törvény alapján tj. várossá alakult két várossal (Baja, Debrecen, Győr, Hódmezővásárhely, Kaposvár, Kecskemét, Miskolc, Pécs, Sopron, Szeged, Székesfehérvár és Szombathely).
A törvényhatósági jogú városok szervezésének történetében az utolsó esemény az 1947. évi XIII. törvény megalkotása volt, melynek végrehajtására 1948-ban került sor és Békéscsabát ruházta fel törvényhatósági joggal.

### A törvényhatósági jogú városi jogállás megszűnése 1950-ben
A törvényhatósági jogú városi jogállás 1950. június 15-én szűnt meg. Ezen a napon alakultak meg a megyei tanácsok, s ezzel a törvényhatóságok rendszere helyére a tanácsrendszer lépett. A megyei tanácsok hatásköre az addig működött megyei szervekkel ellentétben a korábbi törvényhatósági jogú városokra is kiterjedt, ugyanis azok a megyei városokkal azonos jogállásúak lettek.

## A törvényhatósági jogú városok listája (1870–1950)
A listában a szabad királyi városokat sz. kir. rövidítés jelöli, és csak 1876-tól szerepelnek itt, mivel 1870 és 1876 között a szabad királyi városi és a törvényhatósági jogú városi rang különbözött egymástól. 1876-tól a szabad királyi városok egykori rangjukat csak címként használták, függetlenül attól, hogy törvényhatósági joguk volt-e vagy nem.
| - Abrudbánya (1870–1876) - Arad sz. kir. (1876–1920) - Baja (1873–1950) - Békéscsaba (1948–1950) - Bereck (1870–1876) - Csíkszereda (1870–1876) - Debrecen sz. kir. (1876–1950) - Fehértemplom (1873–1876) - Fogaras (1870–1876) - Gölnicbánya (1870–1876) - Győr sz. kir. (1876–1950) - Hátszeg (1870–1876) | - Hódmezővásárhely (1873–1950) - Illyefalva (1870–1876) - Kaposvár (1945–1950) - Karánsebes (1873–1876) - Kassa sz. kir. (1876–1920, 1938–1945) - Kecskemét (1870–1950) - Kézdivásárhely (1870–1876) - Kolozs (1870–1876) - Kolozsvár sz. kir. (1876–1920, 1940–1945) - Komárom sz. kir. (1876–1920, 1938–1945) - Marosvásárhely sz. kir. (1876–1920, 1940–1945) - Miskolc (1909–1950) | - Nagyvárad (1870–1920, 1940–1945) - Oláhfalu (1870–1876) - Pancsova (1873–1920) - Pécs sz. kir. (1876–1950) - Pozsony sz. kir. (1876–1920) - Selmec- és Bélabánya sz. kir. (1876–1920) - Sepsiszentgyörgy (1870–1876) - Sopron sz. kir. (1876–1950) - Szabadka sz. kir. (1876–1920, 1941–1945) - Szászrégen (1870–1876) - Szatmárnémeti sz. kir. (1876–1920, 1940–1945) - Szeged sz. kir. (1876–1950) | - Szék (1870–1876) - Székelyudvarhely (1870–1876) - Székesfehérvár sz. kir. (1876–1950) - Szombathely (1945–1950) - Temesvár sz. kir. (1876–1920) - Újvidék sz. kir. (1876–1920, 1941–1945) - Ungvár (1938–1945) - Vajdahunyad (1870–1876) - Versec (1870–1920) - Vízakna (1870–1876) - Zilah (1870–1876) - Zombor sz. kir. (1876–1920, 1941–1945) |

### Az 1876-ban törvényhatósági joguktól megfosztott szabad királyi városok listája
Az 1876. évi XX. törvénycikk által törvényhatósági joguktól megfosztott 47 város közül 28 volt szabad királyi város, ezek az alábbiak:
| - Bakabánya - Bártfa - Bazin - Besztercebánya | - Breznóbánya - Eperjes - Erzsébetváros - Esztergom | - Felsőbánya - Gyulafehérvár - Késmárk - Kismarton | - Kisszeben - Korpona - Körmöcbánya - Kőszeg | - Libetbánya - Lőcse - Modor - Nagybánya | - Nagyszombat - Ruszt - Szakolca - Szamosújvár | - Szentgyörgy - Trencsén - Újbánya - Zólyom |